# Koen Van Rooy
Koenrad "Koen" Van Rooy (Turnhout, 16 de febrer de 1963) va ser un ciclista belga, que fou professional entre 1986 i 1991.

## Palmarès
- 1991
  - 1r a la Nokere Koerse